# Srostlé sosny
Srostlé sosny, polsky Zrośnięte sosny, jsou dva srůstem významné a zajímavé borovice lesní (Pinus sylvestris), které se nacházejí v přírodně-krajinném kompleksu Zespół przyrodniczo-krajobrazowy Uroczysko Buczyna v části Batory města a městského okresu Chorzów (Chořov) v pohoří Wyżyna Katowicka (Katovická vysočina) ve Slezském vojvodství v Horním Slezsku v jižním Polsku.

## Další informace
Srostlé sosny jsou dvě zdravé borovice, jejichž netradiční srůst (rostlinná afinita) je ve tvaru písmene „H“ a tvoří tak rostlinnou chiméru v podobě „brány“, „dveří“ nebo ragbyové branky „H“. Srůst vznikl pravděpodobně „přirozeným“ způsobem a to vniknutím a zarostením větve jednoho stromu do kmene druhého stromu. Oproti listnatým stromům je srůst jehličnatých stromů vzácný. Místo je celoročně volně přístupné po lesní stezce. K datu roku 2023 se diskutuje i o možné ochraně Srostlých sosen.

## Galerie

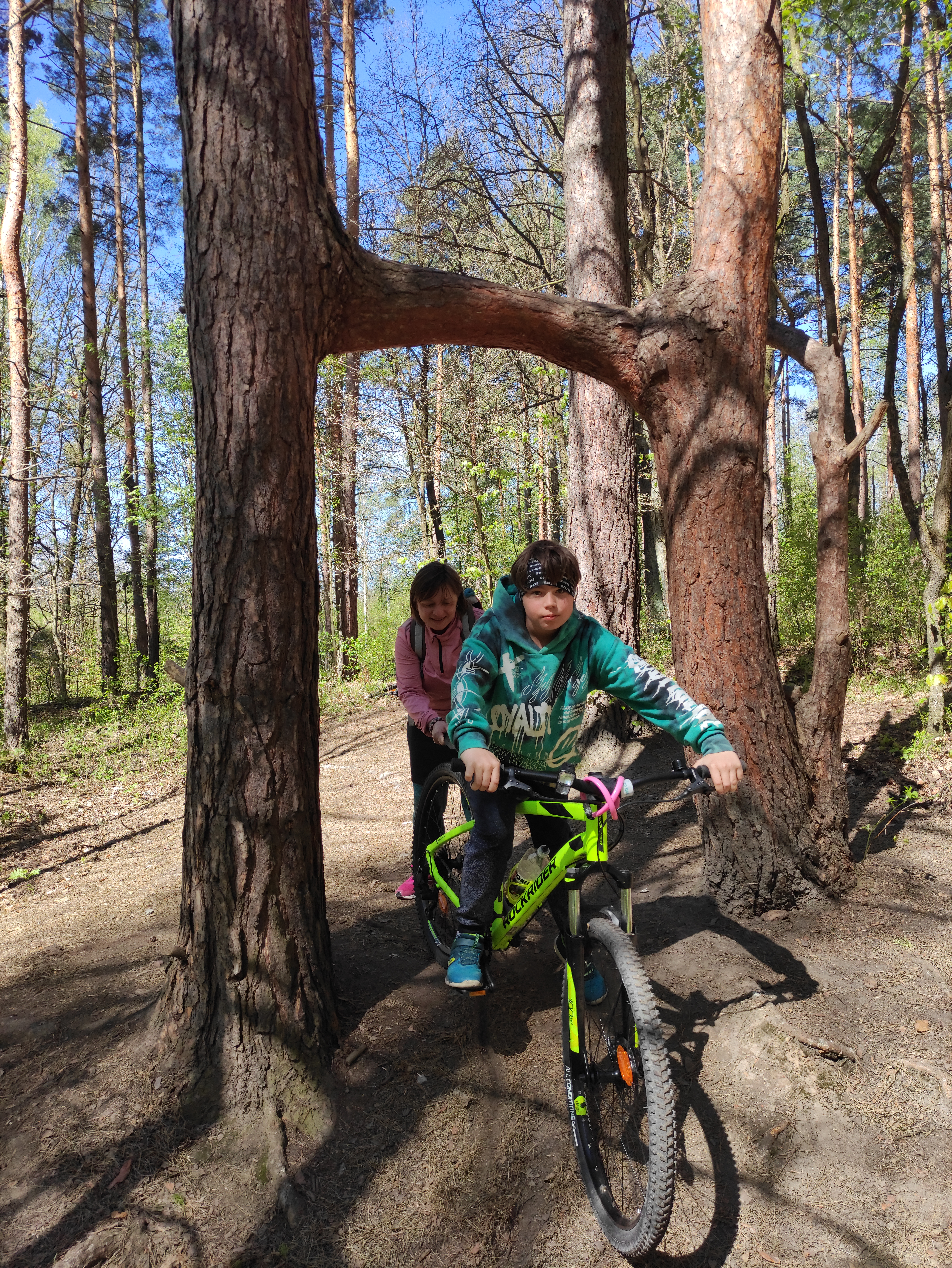
Cyklista pod Srostlými sosnami